# 藤原明子
藤原明子(ふじわら の あきらけいこ/めいし)（829年—900年），日本平安時代人物，父太政大臣藤原良房，母源潔姬。為文德天皇女御，惟仁親王、賀茂齋院儀子内親王之母。

## 生平
在仁壽三年〈853年〉，藤原明子為女御，賜從三位。天安二年(858年)叙從一位。其子清和天皇即位後，尊為皇太夫人，貞觀六年（864年）晉皇太后。貞觀八年（866年），遷居甫落成之常寧殿。貞觀十年（868年）冬，皇太后藤原明子四十歲，遣敕使前往京城、平城等地區各四十間寺院佈施功德，又在常寧殿賜宴皇族公卿、於朱雀門外佈施貧民。貞觀十四年（872年），遷居染殿宮，從此世稱染殿后。
貞觀十六年（874年）春，遷居職院。元慶二年（878年）冬，藤原明子五十歲，清和上皇遣五十名僧侶於清和院開講法華經。元慶六年（882年）正月，陽成天皇尊藤原明子為太皇太后。仁和元年（885年）二月，太皇太后藤原明子向光孝天皇請減女官，但不為光孝天皇所從。昌泰三年（900年）五月，太皇太后藤原明子逝世，享年七十二歲，葬於愛宕郡白河山陵。
藤原明子一生歷經文德天皇、清和天皇、陽成天皇、光孝天皇、宇多天皇、醍醐天皇等六代天皇治世，最後以72歲的年齡逝世，在當時算是相當長壽。